# Chloroclystis cuneilinea
Chloroclystis cuneilinea là một loài bướm đêm trong họ Geometridae.